# 小画眉草
小画眉草（学名：Eragrostis minor）是禾本科画眉草属的植物。分布在全世界温暖地带包括中国大陆等地，生长于海拔300米至2,700米的地区，常生长在草地和路旁。
其种加词“minor”意为“较小的”。

## 种下等级
- Eragrostis minor Host var. minima B. S. Sun et S. Wang
- Eragrostis poaeoides Beauv. ex Roem et Schult.